# We Can't Be Stopped
| Críticas profissionais | Críticas profissionais |
| Avaliações da crítica  | Avaliações da crítica  |
| Fonte                  | Avaliação              |
| ---------------------- | ---------------------- |
| Allmusic               | link                   |
| Entertainment Weekly   | (B) link               |
| RapReviews.com         | link                   |
| Robert Christgau       | cut link               |

We Can't Be Stopped foi o quarto álbum de estúdio dos Geto Boys, lançado em 1991. Se tornou seu álbum de maior sucesso em termos de unidades vendidas. O álbum é explicado faixa por faixa pelos Geto Boys no livro de Brian Coleman Check the Technique. We Can't Be Stopped foi certificado como disco de platina em 1992, e vendeu mais de 1.191.408 cópias.

## Lista de faixas
1. "Rebel Rap Family"
2. "We Can't Be Stopped"
3. "Homie Don't Play That"
4. "Another Nigga in the Morgue"
5. "Chuckie"
6. "Mind Playing Tricks on Me"
7. "I'm Not a Gentleman"
8. "Gota Let Your Nuts Hang"
9. "Fuck a War"
10. "Ain't with Being Broke"
11. "Quickie"
12. "Punk-Bitch Game"
13. "The Other Level"
14. "Trophy"

## Samples usados
Os samples a seguir foram usados em We Can't Be Stopped:
"Rebel Rap Family"
- "Scarface Theme" de Giorgio Moroder

"Homie Don't Play That"
- "(Not Just) Knee Deep" de Funkadelic
- "More Bounce To The Ounce" de Zapp & Roger
- "West Coast Poplock" de Ronnie Hudson
- "Atomic Dog" de George Clinton
- "Pumpin' It Up" de P-Funk Allstars

"Mind Playing Tricks On Me"
- "Hung Up On My Baby" de Isaac Hayes

"Gota Let Your Nuts Hang"
- "Corey Died on the Battlefield" de The Wild Magnolias

"Fuck A War"
- "Devil With The Bust" de Sound Experience

"Ain't With Being Broke"
- "Damn Right I'm Somebody" de Fred Wesley & The J.B.'s

"Quickie"
- "Oh Honey" de The Delegation

"Punk-Bitch Game"
- "Don't Call Me Nigger, Whitey" de Sly & The Family Stone

"The Other Level"
- "Kool Is Back" de Funk Inc.
- "Love Hangover" de Diana Ross

"Trophy"
- "The Grunt Pts. 1 & 2" de Fred Wesley & The JBs

## Paradas musicais

### Álbum
| Parada (1991) | Melhor posição |
| ------------- | -------------- |
| Billboard 200 | 24             |
| R&B Albums    | 5              |

### Singles
| Ano  | Canção                      | Posição nas paradas | Posição nas paradas | Posição nas paradas | Posição nas paradas |
| Ano  | Canção                      | Hot 100             | Hot R&B/Hip-Hop     | Hot Rap             | Rhythmic Top 40     |
| ---- | --------------------------- | ------------------- | ------------------- | ------------------- | ------------------- |
| 1991 | "Mind Playing Tricks on Me" | 23                  | 10                  | 1                   | 32                  |